# Grace Hartman (actrice)
Pour les articles homonymes, voir Hartman.
Grace Adelaide Hartman (née Grace Barrett, le 7 janvier 1907 - 8 août 1955) était une actrice américaine de théâtre et de théâtre musical.

## Biographie
Née à San Francisco, en Californie. Elle était mariée à l'acteur Paul Hartman de 1923 jusqu'à ce qu'ils divorcent en 1951. Elle est morte d'un cancer le 8 août 1955, à l'âge de quarante-huit ans, à Van Nuys, Californie.
En 1949, Hartman et son mari ont joué dans The Hartmans, une série comique sur NBC-TV.

## Productions
- Ballyhoo of 1932 (6 septembre 1932 - 26 novembre 1932)
- Red, Hot and Blue (29 octobre 1936 - 10 avril 1937)
- Keep 'em Laughing (24 avril 1942-28 mai 1942)
- Top-Notchers (29 mai 1942 - 20 juin 1942)
- Sketches by Grace Hartman (11 décembre 1947 - 4 septembre 1948)
- Angel in the Wings (22 janvier 1949 - 7 mai 1949)
- Tickets, Please! (27 avril 1950 - 25 novembre 1950)

## Filmographie
- 1940 : Sunny - Juliet Runnymede
- 1943 : Higher and Higher - Hilda
- 1949 : The Hartmans - Elle-même

## Récompenses
Elle remporte le Tony Award for Best Leading Actress in a Musical en 1948 pour son rôle dans Angel in the Wings.